# Журавлівська Дача
Урочище «Журавлі́вська Дача» — ботанічний заказник загальнодержавного значення. Розташований у межах Тульчинського району Вінницької області, на південь від села Журавлівка.
Площа 582 га. Створений у 1982 р. Перебуває у віданні ДП "Тульчинське лісомисливське господарство".
Охороняються лісовий масив — високопродуктивна грабова діброва, яка є еталоном подільських мезофітних лісів. У деревостані, крім домінуючих порід, значну роль відіграє ясен, трапляється явір та рідкісний реліктовий вид — берека. Особливу цінність становить грабова діброва скополієва, де у трав'яному покриві домінує скополія карніолійська. У заказнику також зростає цибуля ведмежа і трапляється підсніжник звичайний, види, занесені до Червоної книги України.

## Детальний опис
За фізико-географічним районуванням України належить до Крижопільського району області Подільського Побужжя  Дністровсько-Дніпровської лісостепової провінції Лісостепової зони. Для цієї території характерниі розчленовані глибокими долинами лесові височини з сірими опідзоленими ґрунтами. З геоморфологічної точки зору це ерозійно-акумулятивна-денудаційна сильнохвиляста рівнина.
Клімат помірно континентальний з тривалим, нежарким літом, і порівняно недовгою, м'якою зимою. Середня  температура січня становить -5,5°... -6°С, липня + 19°...+ 19,5°С. Річна кількість опадів складає 500-525 мм.
За геоботанічним районуванням України заказник належить до Європейської широколистяної області, Подільсько-Бесарабської провінції, Вінницького (Центральноподільського) округу.
Рельєф хвилястий із значним за глибиною розчленуванням, що пов'язано з розташуванням на гребені однієї з найбільших гряд Подільської височини, що тягнеться з північного заходу на південний схід. 
Переважають дубво-грабові та грабові ліси віком 60-80 років - найрозповсюдженіші угруповання високих межирічних плато. В трав'яному покриві таких лісів на схилах формується типовий еколого-ценотичний ряд: осока волосиста, зірочник лісовий, яглиця звичайна. Найширші слабодреновані гребені займають угруповання грабово-дубових лісів зеленчукових. 
Зрідка в 24-25 кварталах в нижніх частинах добре дренованих схилів на багатих темно-сірих лісових ґрунтах зустрічається рідкісна асоціація грабово-ясеневих лісів скополієвих, занесена в "Зелену книгу України".
Найбільшу цінність в заказнику мають ділянки (1-2 га) асоціації дубових лісів скополієвих, в яких густий травостій (покриттям 50-70%) утворює, переважно, скополія карніолійська (30-50%). Крім неї постійно зустрічається яглиця звичайна (5-10%), копитняк європейський, зеленчук жовтий, перелісник багаторічний. 
Також заслуговують охорони невеликі за площею ділянки асоціації ясенево-грабових лісів ведмежоцибулевих, що зустрічаються по днищах балок на багатих, добре зволожених та дренованих темно-сірих лісових ґрунтах. Є також фрагменти рідкісних ценозів дубово-грабових лісів барвінкових.
В заказнику є ряд видів, внесених в "Червону книгу України": скополія карніолійська, цибуля ведмежа, підсніжник білосніжний, зозулині сльози яйцеподібні, гніздівка звичайна, коручка чемерникоподібна і темно-червона.
Крім того, в грабово-дубових і грабових лісах заказника добре виражена синузія весняних ефемероїдів: підсніжника білосніжного, проліски дволистої, зірочок жовтих, рястів Галлера, Маршалла та порожнистого, зуб'янки залозистої та цибулевої. Також можна знайти і рідкісний на Подолії вид - білоцвіт весняний.
Також охороняються субсередземноморські види, такі як берека й осока парвська на північній межі ареалу.